# Juratyrant
Juratyrant là một chi khủng long, được Brusatte & Benson mô tả khoa học năm 2012.